# Beled Hawo
Beledhawo (somaleză Beledxaawo sau Buuloxaawo) este un oraș din Somalia.